# Mark Felt. L'informant
Mark Felt. L'informant o Mark Felt, l'home que va fer caure la Casa Blanca (títol original en anglès, Mark Felt: The Man Who Brought Down the White House) és una pel·lícula de thriller polític biogràfic estatunidenc del 2017 escrita i dirigida per Peter Landesman, i basada en l'autobiografia del 2006 de l'agent de l'FBI Mark Felt, escrita amb John O'Connor. La pel·lícula mostra com Felt es va convertir en la font anònima sobrenomenada "Gola Profunda" per als periodistes Bob Woodward i Carl Bernstein i els va ajudar en la seva investigació sobre l'escàndol Watergate, que va provocar la dimissió del president Richard Nixon. S'ha doblat al valencià per a À Punt amb el nom de Mark Felt. L'informant, i al català central per a TV3 amb el títol de Mark Felt, l'home que va fer caure la Casa Blanca.
La pel·lícula és protagonitzada per Liam Neeson, Diane Lane, Tony Goldwyn i Maika Monroe. Es va estrenar al Festival Internacional de Cinema de Toronto el 8 de setembre i es va estrenar a les sales el 29 de setembre de 2017 a càrrec de Sony Pictures Classics. També és la quarta pel·lícula sobre l'escàndol Watergate, després de Tots els homes del president (1976), The Final Days (1989) i Dick (1999).